# Joannis Avramidis
Joannis Avramidis (Grieks: Ιωάννης Αβραμίδης) (Batoemi, Georgië, 26 september 1922 – Wenen, 16 januari 2016) was een Grieks-Oostenrijkse beeldhouwer.

## Leven en werk
Joannis Avramidis werd geboren uit Griekse ouders in Batoemi (USSR). De familie vluchtte na de arrestatie en de dood van zijn vader in 1939 naar Griekenland. Avramidis moest zijn studie aan de kunstacademie van Batoemi afbreken. In 1943 kwam Avramidis als gastarbeider naar Wenen en daar bleef hij na 1945 om zijn opleiding voort te zetten. Hij studeerde aanvankelijk schilderen en later beeldhouwen en was leerling van Robin Christian Andersen en Fritz Wotruba.
Reeds einde vijftiger jaren was hij een bekend kunstenaar, mede op gezag van Wotruba. Avramidis' werk was in 1957 en 1959 te zien in Middelheim en in 1958 in Sonsbeek. De eerste aankoop van een werk van hem voor het beeldenpark van het Kröller-Müller Museum volgde in 1961 : Grosse Figur (1958).
Naar eigen zeggen schept Avramidis tijdloze beelden (figuren), verwant met hellenistische sculptuur en met de proportieleer uit de vroege Renaissance.
Hij vertegenwoordigde Oostenrijk bij de Biënnale van Venetië in 1962. Van 1968 tot 1992 was hij hoogleraar aan de Akademie der bildenden Künste Wien, nog weer later in Hamburg.
Avramidis overleed op 93-jarige leeftijd.

## Prijzen
- 1973 · Großer Österreichischer Staatspreis
- 1985 · Österreichisches Ehrenzeichen für Wissenschaft und Kunst

## Enkele werken
- Grosse Figur (1958), Beeldenpark van het Kröller-Müller Museum in Otterlo
- Figur I (1959), Beeldenpark van het Städel Museum in Frankfurt am Main
- Figur (1963), Österreichischer Skulpturenpark
- Große Figur 1 (1963), Skulpturenpark Sammlung Domnick in Nürtingen
- Polis (1965/68), Neue Nationalgalerie/Kulturforum Skulpturen in Berlijn
- Großer Dreiergruppe für Agora (1980), Marktplatz in Heilbronn
- Große Figur (1982), Bamberg

## Fotogalerij

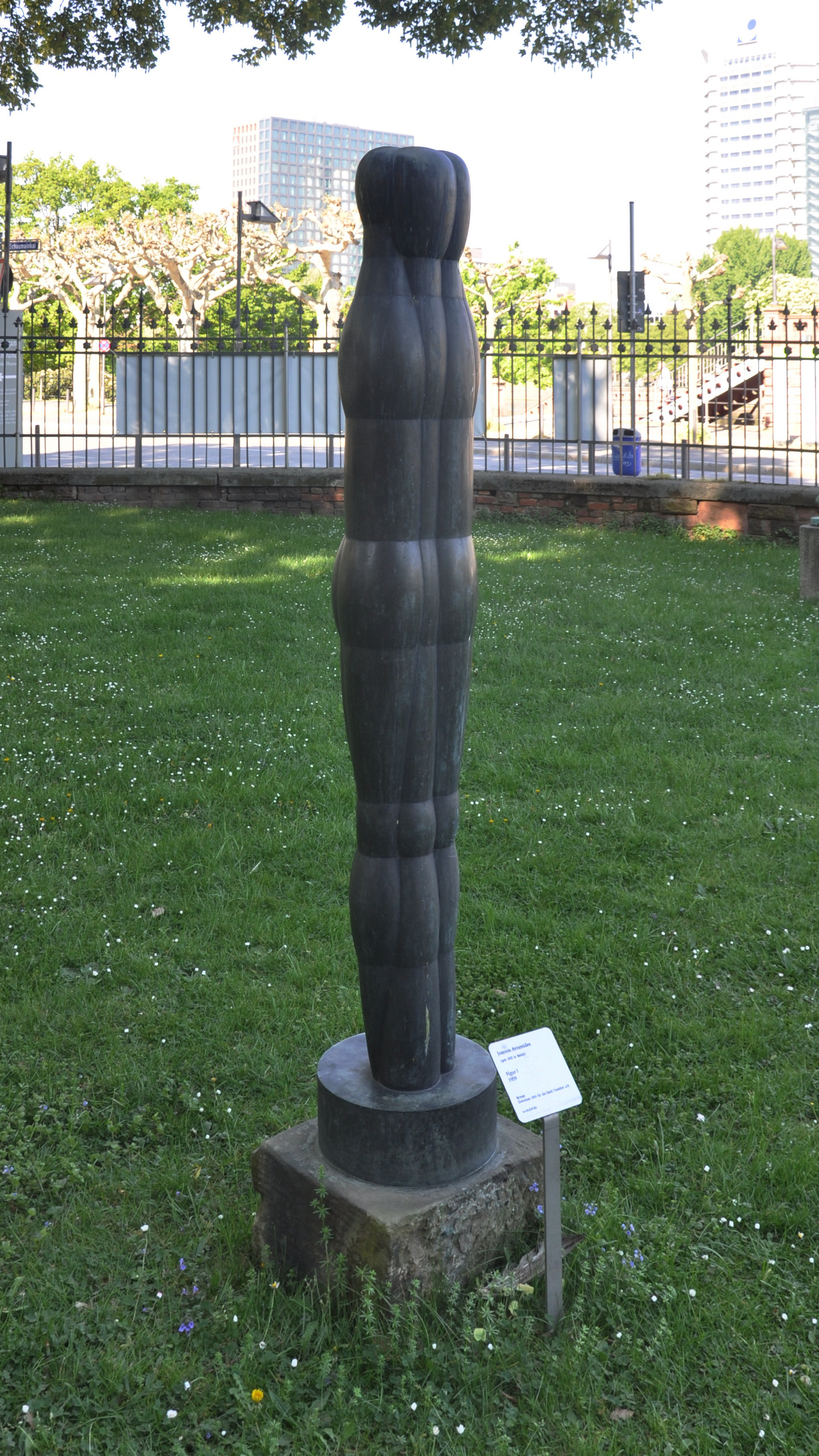
Städel Museum
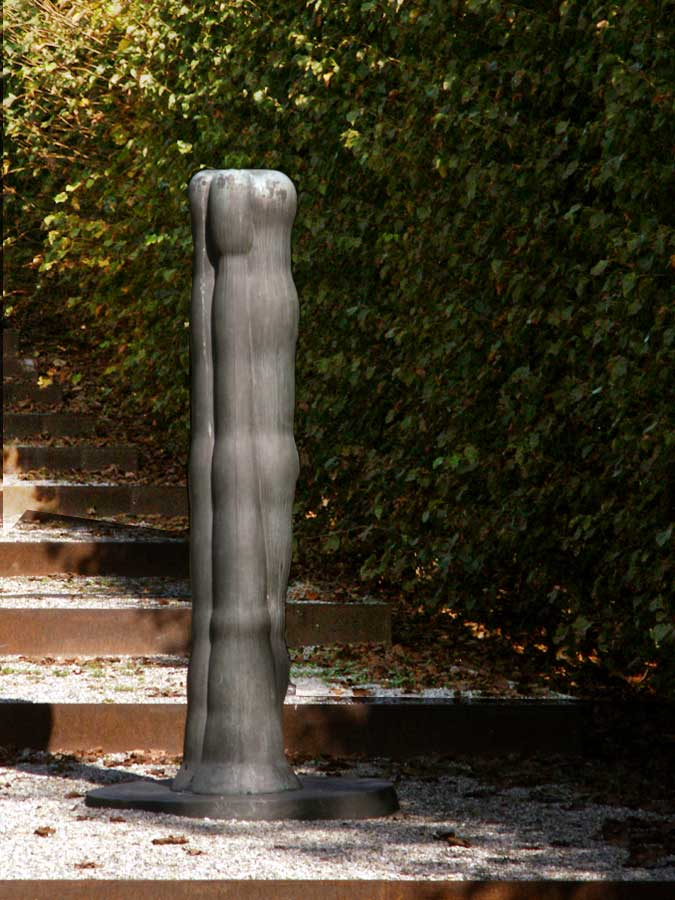
Figur III (1963), Österreichischer Skulpturenpark
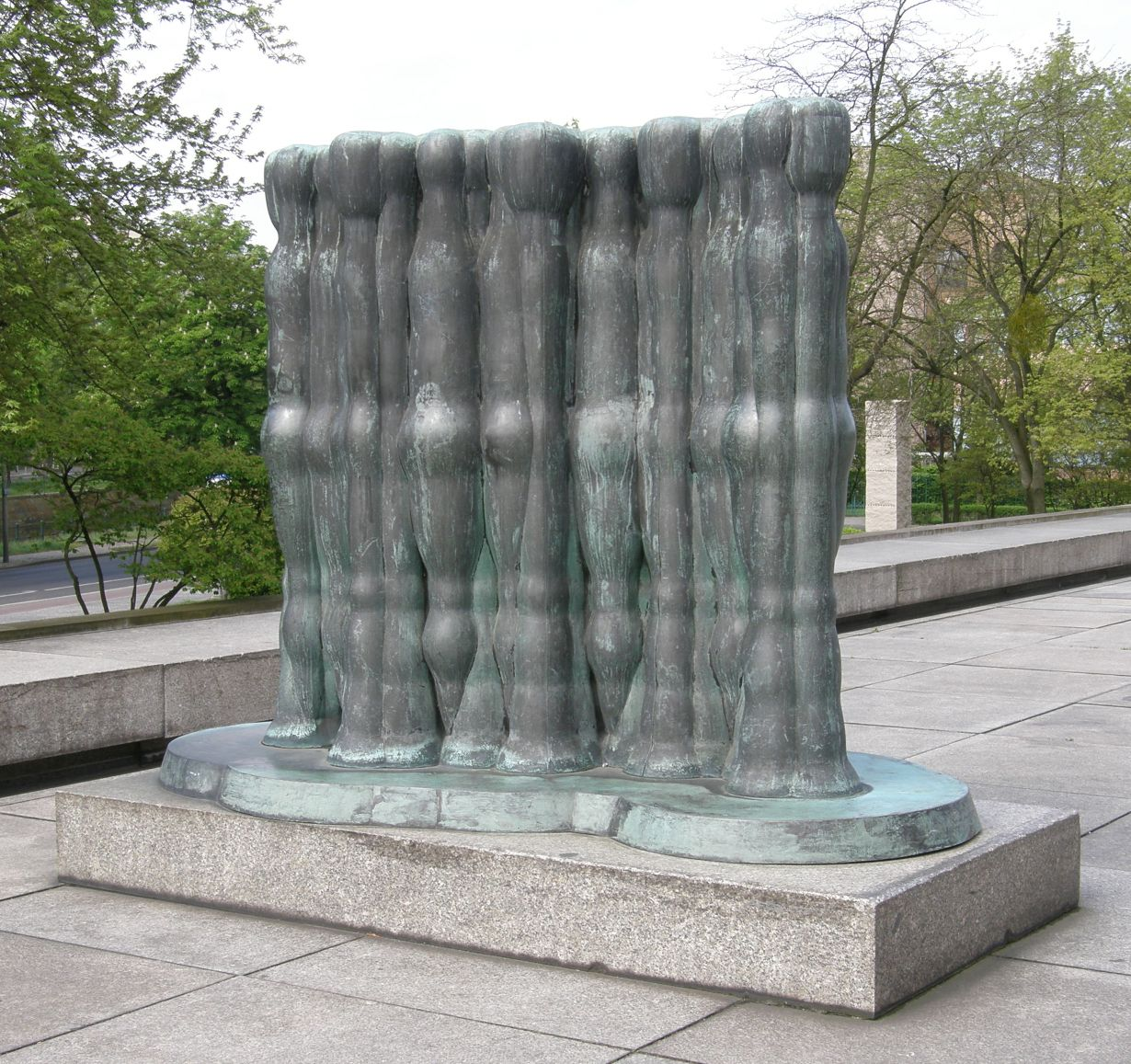
Polis (1965/68) in Berlijn: Neue Nationalgalerie/Kulturforum Skulpturen
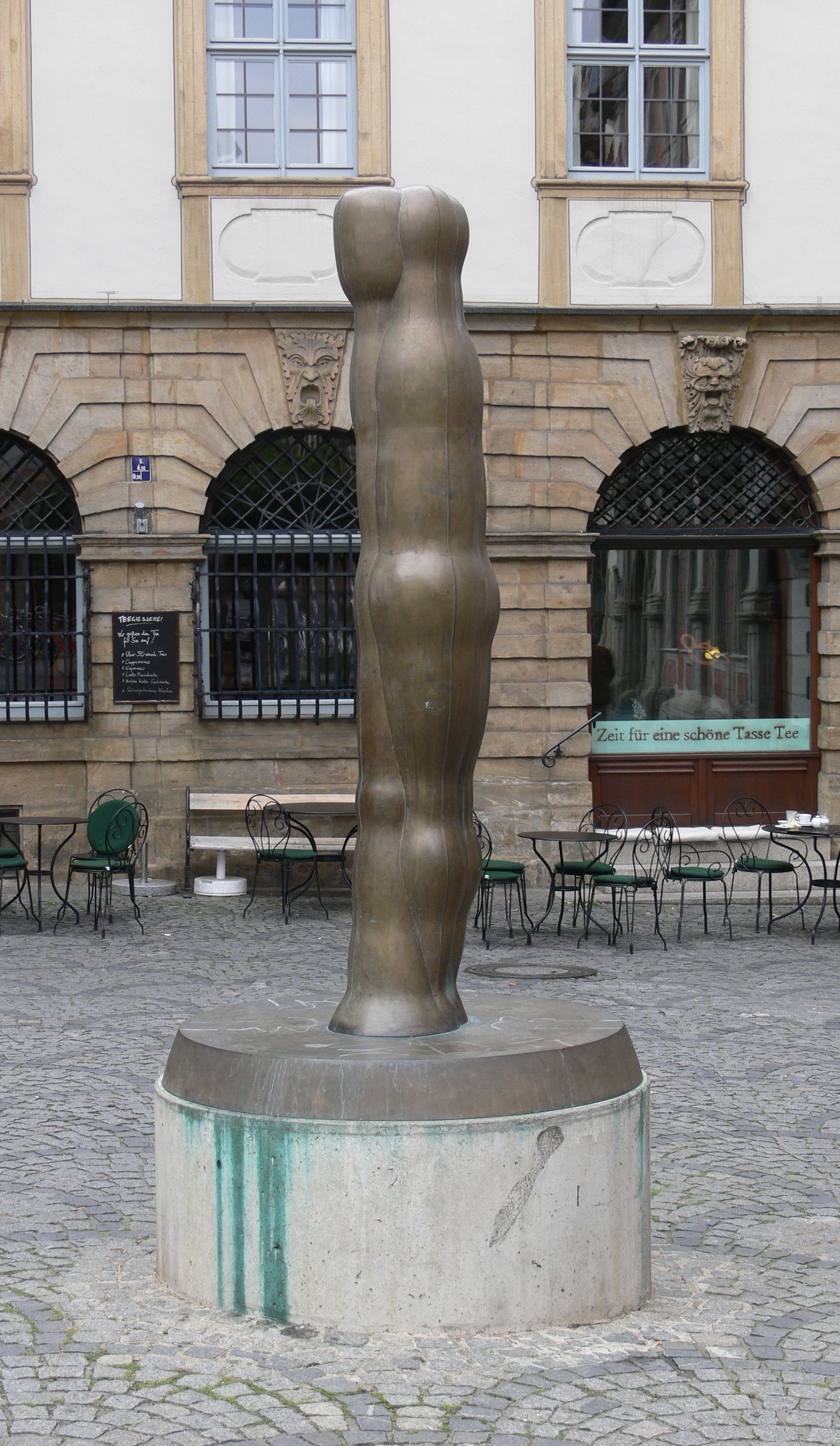
Große Figur (1982) in Bamberg
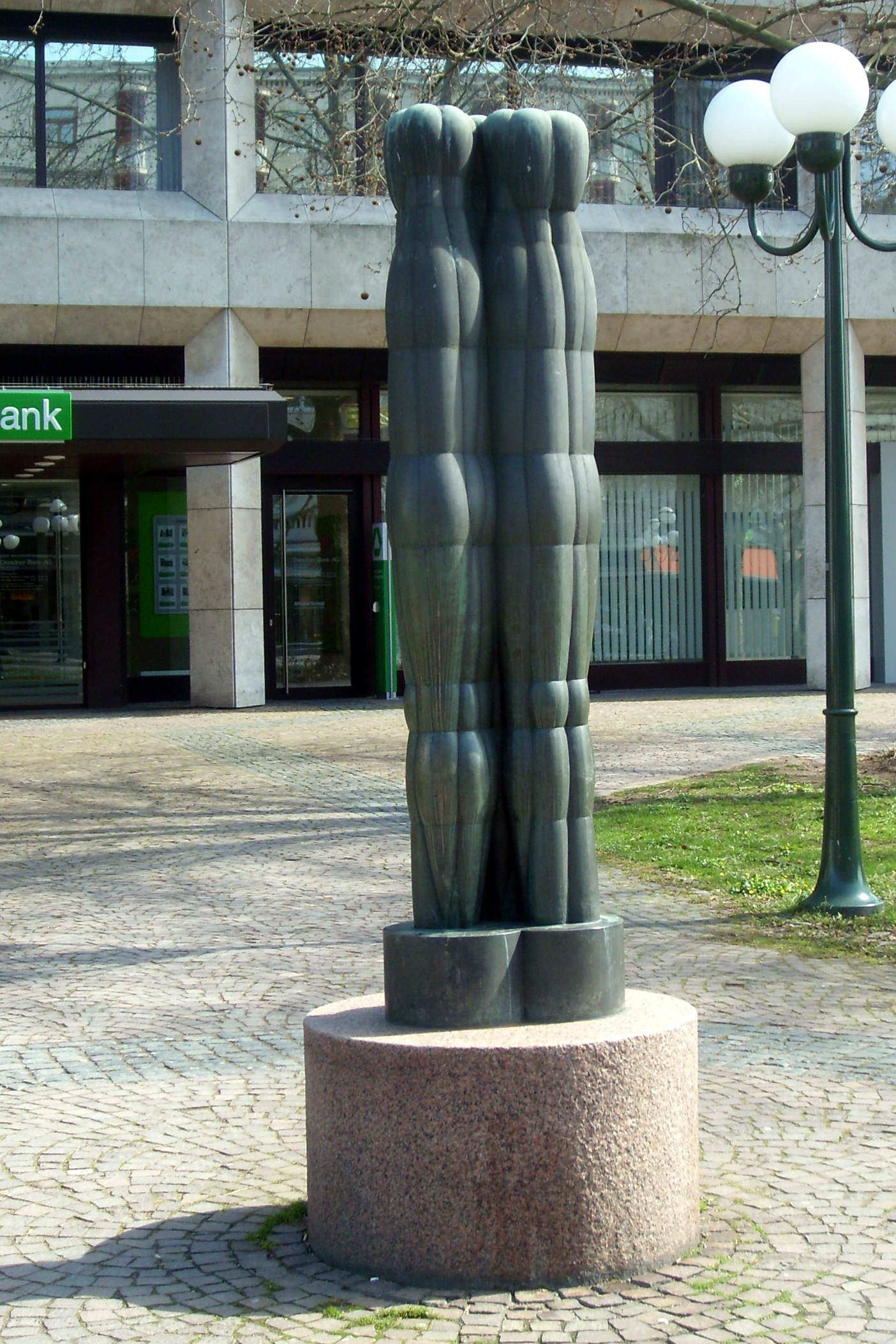
sculptuur in Wiesbaden